# Panelus deuvei
Panelus deuvei là một loài bọ cánh cứng trong họ Bọ hung (Scarabaeidae).